# Amazone-oeistiti's
De Amazone-oeistiti's (Mico) zijn een geslacht van zoogdieren uit de familie van de klauwaapjes (Callitrichidae). De wetenschappelijke naam van het geslacht werd in 1840 gepubliceerd door René Primevère Lesson.

## Taxonomie
Dit geslacht bestaat uit zestien soorten.
- Geslacht: Mico (Amazone-oeistiti's)
  - Soort: Mico acariensis
  - Soort: Mico argentatus – Zwartstaartzilverzijdeaapje
  - Soort: Mico chrysoleucus – Geelvoetzijdeaapje
  - Soort: Mico emiliae – Snethlages zijdeaapje
  - Soort: Mico humeralifer – Witschouderzijdeaapje
  - Soort: Mico humilis – Roosmalens dwergzijdeaapje
  - Soort: Mico intermedius – Aripuanazijdeaapje
  - Soort: Mico leucippe – Wit zijdeaapje
  - Soort: Mico marcai – Marca's zijdeaapje
  - Soort: Mico mauesi – Mauészijdeaapje
  - Soort: Mico melanurus – Zwartstaartzijdeaapje
  - Soort: Mico munduruku
  - Soort: Mico nigriceps – Zwartkopzijdeaapje
  - Soort: Mico rondoni
  - Soort: Mico saterei
  - Soort: Mico schneideri